# Amado Nervo, Veracruz
Amado Nervo är en ort i Mexiko.   Den ligger i kommunen Alvarado och delstaten Veracruz, i den sydöstra delen av landet, 400 km öster om huvudstaden Mexico City. Amado Nervo ligger 8 meter över havet och antalet invånare är 163.
Terrängen runt Amado Nervo är mycket platt. Runt Amado Nervo är det ganska glesbefolkat, med 47 invånare per kvadratkilometer. Närmaste större samhälle är Tlacotalpan, 13,7 km öster om Amado Nervo. I omgivningarna runt Amado Nervo växer huvudsakligen savannskog.